# تسعير الماء
تسعير الماء هو مصطلح يغطي مختلف عمليات تعيين سعر الماء. وتختلف تلك العمليات اختلافًا كبيرًا في الظروف المختلفة:

## المياه المعبأة
إن أسعار المياه المعبأة معلومة في الأسواق. وتختلف أسعار البيع بالتجزئة اختلافًا كبيرًا باختلاف البلدان والعلامات التجارية وحجم العبوة (بدءًا من 0.33 لترًا إلى 20 لترًا) ومكان البيع (سوبر ماركت، أو مطعم أو ما شابه). وتتراوح الأسعار بين 0.05 دولار أمريكي إلى 6 دولارات أمريكية للتر، ويعادل ذلك 50 دولارًا أمريكيًا إلى 6000 دولار أمريكي لكل متر مكعب.

## الفنطاس
تحدد أسعار المياه التي تباع في الفناطيس بكميات كبيرة حسب أسعار السوق، ويشيع ذلك في مدن بعض الدول النامية في المناطق السكنية التي يتم توصيلها بأنابيب توريد المياه. وتتراوح أسعار مياه الفناطيس ما بين دولار واحد إلى 6 دولارات للمتر المكعب.

## رسوم المرافق
يتم إداريًا تحديد أسعار المياه التي توفرها المرافق عبر أنابيب توريد المياه، سواء كانت تلك المرافق تخضع لإدارة حكومية أو إدارة خاصة (انظر رسوم المياه). وتتراوح الأسعار بين 0.01 دولار أمريكي إلى 8 دولارات أمريكية لكل متر مكعب (ويشمل ذلك رسوم الصرف الصحي).

## الري
يتم أيضًا بصورة نموذجية تحديد أسعار مياه الري التي توفرها الوكالات الحكومية تحديدًا إداريًا، ويتم ذلك عادةً بسعر ثابت، ذلك أن القياس المتري ليس شائعًا في الزراعة في معظم دول العالم.
توجد أنظمة التسعير التالية في تسعير مياه الري:
- الرسوم حسب المساحة، وقد تختلف أحيانًا باختلاف المحصول المزروع
- التسعير حسب الحجم، الأمر الذي يحتاج استخدام أساليب قياس

ويمكن دفع الرسوم في صورة أعمال، وهو أمر يوجد بصورة أساسية في أنواع الإدارة الشعبية لأنظمة الري التقليدية، أو قد يتم الدفع نقدًا. وقد تختلف الرسوم باختلاف المواسم، حيث يتم دفع رسوم أعلى في الموسم الجاف.

## الضخ المباشر
لا تفرض معظم الدول أية تكاليف على عملية الضخ المباشر للماء من الأنهار والبحيرات والمياه الجوفية. بيد أن هناك بعض الدول التي تفرض ضريبة أو رسومًا حسب الحجم من أجل حقوق ضخ الماء. ويتم فرض تلك الرسوم فرضًا نموذجيًا على الصناعات والمرافق والمزارعين. وتوجد ضرائب ضخ الماء وتصريفه في بعض الدول مثل فرنسا، حيث تكون العوائد كبيرة ويتم إعادة استثمارها في قطاع الماء من خلال قيام شركات المياه بإنشاء أحواض هائلة الحجم. أما في ألمانيا فتوجد رسوم ضخ ماء بالنسبة للمياه الجوفية فقط وفي بعض الولايات فقط، ويتم توريد تلك الإيرادات إلى ميزانية الولاية العامة. المكسيك تفرض أيضًا رسومًا على ضخ المياه وتعيد الإيرادات إلى المرافق وليس إلى الصناعات. وبخلاف دول منظمة التعاون والتنمية الاقتصادية يفرض عدد قليل من الدول ضرائب على ضخ الماء. وحيثما يتم تطبيق ذلك، يكون مستوى الضرائب اسميًا، كما هو الحال في المغرب, أو يكون التطبيق جزئيًا مثلما يتم في الأردن حيث تفرض ضرائب على ضخ المياه الجوفية. وفي جميع الدول تقريبًا التي قامت بفرض رسوم على ضخ المياه، يتم استثناء قطاع الزراعة من دفع رسوم الضخ، حيث إن قطاع الزراعة هو القطاع الأكبر استخدامًا للماء على مستوى العالم. وتسمح بعض الدول بالمضاربة في حقوق المياه، ومن ثم تتحدد أسعار المياه نفسها في الأسواق. وتوجد المضاربة في الماء هذه في أجزاء من أستراليا وتشيلي وجنوب غرب الولايات المتحدة).